# Diamesa
A Diamesa a rovarok (Insecta) osztályának kétszárnyúak (Diptera) rendjébe, ezen belül az árvaszúnyogok (Chironomidae) családjába tartozó nem.

## Életmódjuk
A Diamesa nembeli fajok, szárny nélküli árvaszúnyogok, amelyek egész életüket a hóban és a jégben élik le. Mínusz 16 Celsius-fokon is tevékenyek. Olyan érzékenyek a hőre, hogy az ember tenyerére helyezve elpusztulnak. A felnőtt hímek a jelek szerint egész életüket a jég alatt lévő búvóhelyükön töltik. A nőstények azonban, ha a nap elkezd sütni, akkor kimerészkednek a hó felszínére. A felnőttek alig vagy egyáltalán nem táplálkoznak, a lárvaállapotukban felhalmozott zsírtartalékukból élnek. Míg más szúnyogok esetében, a lárvaállapot a hosszabb és a felnőttkor a rövid idejűbb, a Diamesa-fajok nőstényei meglepő módon hosszú életűek. Ezt valószínűleg életterük sajátossága és a mozgó jég magyarázza. A tavaszi olvadék víz folyásiránya ugyanis évenként változó, s így a nőstény „nem tudja”, hogy hol lesz a patak, amelybe tojásait lerakhassa. Emiatt a Diamesa-fajok felnőttként telelnek át, hogy a jég alatt párosodhassanak, és tavasszal, csak épp a patak felkeresésére jusson idejük.

## Rendszerezés
A nembe az alábbi fajok tartoznak (lehet, hogy a lista hiányos):
- Diamesa aberrata Lundbeck, 1898
- Diamesa alata Storå, 1945
- Diamesa alpina Tokunaga, 1936
- Diamesa amanoi Makarchenko & Kobayashi, 1997
- Diamesa amplexivirilia Hansen, 1976
- Diamesa ancysta Roback, 1959
- Diamesa arctica (Boheman, 1865)
- Diamesa bertrami Edwards, 1935
- Diamesa bohemani Goetghebuer, 1932
- Diamesa cheimatophila Hansen, 1976
- Diamesa chiobates Hansen, 1976
- Diamesa chorea Lundbeck, 1898
- Diamesa cinerella Meigen in Gistl, 1835
- Diamesa clavata Edwards, 1933
- Diamesa colenae Hansen, 1976
- Diamesa dactyloidea Makarchenko, 1988
- Diamesa dampfi (Kieffer, 1924)
- Diamesa davisi Edwards, 1933
- Diamesa filicauda Tokunaga, 1966
- Diamesa garretti Sublette & Sublette, 1965
- Diamesa geminata Kieffer, 1926
- Diamesa goetghebueri Pagast, 1947
- Diamesa gregsoni Edwards, 1933
- Diamesa hamaticornis Kieffer, 1924
- Diamesa haydaki Hansen, 1976
- Diamesa heteropus (Coquillett, 1905)
- Diamesa hyperborea Holmgren, 1869
- Diamesa incallida (Walker, 1856)
- Diamesa insignipes Kieffer in Kieffer & Thienemann, 1908
- Diamesa japonica Tokunaga, 1936
- Diamesa kasymovi Kownacki & Kownacka, 1973
- Diamesa laticauda Serra-Tosio, 1964
- Diamesa latitarsis (Goetghebuer, 1921)
- Diamesa lavillei Serra-Tosio, 1969
- Diamesa leona Roback, 1957
- Diamesa leoniella Hansen, 1976
- Diamesa lindrothi Goetghebuer, 1931
- Diamesa longipes Goetghebuer, 1941
- Diamesa macronyx (Kieffer, 1918)
- Diamesa martae Kownacki & Kownacka, 1980
- Diamesa mendotae Muttkowski, 1915
- Diamesa modesta Serra-Tosio, 1967
- Diamesa nivicavernicola Hansen, 1976
- Diamesa nivoriunda (Fitch, 1847)
- Diamesa nowickiana Kownacki & Kownacka, 1975
- Diamesa permacra (Walker, 1856)
- Diamesa plumicornis Tokunaga, 1936
- Diamesa serratosioi Willassen, 1986
- Diamesa simplex Kieffer, 1926
- Diamesa sommermani Hansen, 1976
- Diamesa spinacies Sæther, 1969
- Diamesa spitzbergensis Kieffer, 1919
- Diamesa starmachi Kownacki & Kownacka, 1970
- Diamesa steinboecki Goetghebuer, 1933
- Diamesa Sætheri Willassen, 1986
- Diamesa tenuipes Goetghebuer, 1938
- Diamesa thomasi Serra-Tosio, 1970
- Diamesa tonsa (Haliday in Walker, 1856)
- Diamesa tsutsuii Tokunaga, 1936
- Diamesa vaillanti Serra-Tosio, 1972
- Diamesa valkanovi Sæther, 1968
- Diamesa veletensis Serra-Tosio, 1971
- Diamesa vernalis Makarchenko, 1977
- Diamesa vockerothi Hansen, 1976
- Diamesa wuelkeri Serra-Tosio, 1964
- Diamesa zernyi Edwards, 1933

### Fordítás
- Ez a szócikk részben vagy egészben  a   Diamesa című angol Wikipédia-szócikk ezen változatának fordításán alapul.  Az eredeti cikk szerkesztőit annak laptörténete sorolja fel. Ez a jelzés csupán a megfogalmazás eredetét és a szerzői jogokat jelzi, nem szolgál a cikkben szereplő információk forrásmegjelöléseként.